# Долматова Тетяна Володимирівна
Тетяна Володимирівна Долматова (нар. 14 вересня 1992) — російська та вірменська футболістка, захисниця та півзахисниця російського клубу «Рубін» (Казань) і збірної Вірменії. Виступала також у футзалі.

## Життєпис
Вихованка волгоградського спорту. У дитинстві 8 років займалася тхеквондо, згодом — футболом і футзалом у клубі «Рокада». Перші тренери в футболі — Ю. В. Куканов, К. В. Кайгородов.
На дорослому рівні перші декілька років виступала у футзалі в складі волгоградської «Рокада», потім два сезони провела в клубі вищої ліги «Сніжана-Котельники» (Москва).
У 2014 році на запрошення Костянтина Кайгородова перейшла в клуб за великим футболом «Торпедо» (Іжевськ). Один сезон провела у другому дивізіоні, наступні три — в першому дивізіоні. Срібна призерка першої ліги 2017 року. У 2018 році зі своїм клубом дебютувала у вищому дивізіоні, перший матч провела 18 квітня 2018 року проти «Кубаночки». Всього за сезон взяла участь у 13-ти матчах вищої ліги з 14-ти, зіграних командою.
У 2019 році виступала в футзалі та футболі 6x6 за клуб «Альфа-банк». Фіналіст Чемпіонату Росії 6x6. Згодом перейшла в вірменський клуб «Ширак-Оменмен», в його складі стала переможцем чемпіонату Вірменії з футзалу та призером чемпіонату Вірменії з футболу. З вересня 2020 року виступала в складі футбольного клубу «Хаясі» Вірменія, після другого кола вирішили повернутися в рідний чемпіонат.
У 2021 році перейшла до складу дебютанта вищої ліги Росії «Рубін» (Казань).
У 2020 році прийняла запрошення виступати за збірну Вірменії. У березні 2020 році дебютувала в її складі, зігравши два матчі проти Литви.